# マルヤム (クルアーン)

「Maryam」

『マルヤム』(アラビア語: سورة مريمとは、クルアーンにおける第19番目の章（スーラ）。98の節（アーヤ）から成る。マルヤムはマリアのアラビア語での呼称であり、本章はイエス(イーサー)の母マリアを扱っている。年代学的には本章はテオドール・ネルデケによって58番目に啓示された章だと同定されているが、エジプトの伝統的な年代学では44番目に啓示されたと考えられている。
章の冒頭に神秘文字（Muqatta'at）が置かれている（計29スーラ）うちの一つ。

## 内容と構造
本章はバスマラ(「慈悲深く慈悲あまねき神の御名において」という決まり文句)およびカーフ・ハー・ヤー・アイン・サードの五つのアラビア文字とともに始まる。そして残りの97節は大きく三つに分けることができる。第一の部分は第2-40節から成り、預言者ザカリーヤーや彼の息子ヤフヤー(ヨハネ)の誕生の物語、マルヤムや彼の息子イーサーの誕生の物語、そしてイーサーが神であるというキリスト教徒らの主張を反駁して彼の本性を明かす注釈からなる。第二の部分は第41-65節から成り、イブラーヒーム(アブラハム)が彼の一族の偶像崇拝から離脱した物語やその他の預言者の物語からなる。この部分では預言者に対する周囲の様々な反応や預言者の運命が述べられている; これらの記述を通して神の一性が強調されている 。第三の部分は第66-98節から成り、死後の復活が確証され、今生の描写とともに最後の審判の描写がなされている。
アラビア語版では、本章は内容に応じて少しずつ変化する韻構造とともに進む。ザカリーヤーとヤフヤー、マルヤムとイーサー、そしてその他の預言者達の最初の説明を通じて、各節は「ヤ」という音節に基づいて韻を踏む。イーサーの本性に関する注釈に話題が移ると、言葉は「ム」あるいは「ン」に先行する「エー」あるいは「オー」によって韻を踏むが、これは述べられている話題が終着したという雰囲気を出すためのものとされている。そして初期の預言者に関するさらなる言及がされる際に最初の韻構造が再び現れ、真理と預言者を拒絶する者に対する罰を述べる段においては「ド」に続く媒介的な「ア」に基づく韻に変化する。この発音の強さは、不信心者の罪を弾劾する段において強勢の「ド」よりもなお強いものに交換される。

## マルヤムの重要性
本章がその名を負う人物であるマルヤムはクルアーン全体でも唯一名前を言及される女性である。彼女には本章28節において「ハールーンの姉」なる称号が付与され、イーサーは本章34節において彼女との家族関係によって言及される; 個人が家族の男性の家系によって識別される文化・文脈において、「マルヤムの息子」という識別称号はマルヤムが母であることを非常に強調するために使われる。こうして強調することでイーサーの生誕にまつわる特異な環境に対する注意を引いているのである; というのもそれは生物学的な過程によるものではなく、いかなる父親も関わらない - 神がイーサーの父であることははっきりと否定される。テクスト中ではマルヤムが子を産む際の苦しみが詳細に記述されているが、彼女はこんな苦しみを受けるぐらいならもっと早く死んでいればよかったとまで思っている。こうした甚大な苦痛にもかかわらず、神は憐れみ深く彼女の求めに丁寧に応じる存在として描かれる; 彼は彼女に悩まないよう促し、食料を与える。本テクストを読んだフェミニスト達はこの生誕の取り扱いを、その重要性を明確化したものだと指摘している。
マルヤムと天使ジブリール(ガブリエル)の相互作用は当時の伝統的なジェンダー役割を示していると指摘する学者もいる; 孤独な女性マルヤムが男性ジブリールに出会った際、彼女が最初にとった行動はその状況の不適切さや天使の意図を斟酌する際の不確実さにおびえることであった。ジブリールが自分は神の使者として来たと彼女に述べてからやっとマルヤムは彼の言葉を聞き、彼に質問することができている。

## 預言者に対する言及
本章のテクスト中には多くのよく知られた預言者が言及されているがその中にはイスハーク、ヤアクーブ、ムーサー、ハールーン、イスマーイール、イドリース、アーダム、ヌーフが含まれる。サイイド・クトゥブの註釈によれば、これら預言者に対する言及は神の一性を強調して、預言に対する考えられる様々な反応やその結末を描写するためになされているという。